# Гай Юлий Ментон
Гай Юлий Ментон (на латински: Caius Julius Mento) e политик на ранната Римска република.
През 431 пр.н.е. той е консулски военен трибун с Тит Квинкций Пен Цинцинат и командир на войската във войната срещу волските. За диктатор е номиниран Авъл Постумий Туберт.